# Almeirim, Bồ Đào Nha
Almeirim là một huyện thuộc tỉnh Santarém, Bồ Đào Nha. Huyện này có diện tích 222 km², dân số thời điểm năm 2001 là 21957 người.